# Poemenesperus schoutedeni
Poemenesperus schoutedeni es una especie de escarabajo longicornio del género Poemenesperus, tribu Tragocephalini, subfamilia Lamiinae. Fue descrita científicamente por Breuning en 1934.
Se distribuye por República Democrática del Congo. Mide aproximadamente 15 milímetros de longitud.